# Ilja Wekua
Ilja Nestorowicz Wekua (ros. Илья́ Не́сторович Ве́куа, gruz. ილია ნესტორის ძე ვეკუა; ur. 10 kwietnia?/23 kwietnia 1907 we wsi Szeszelety w okręgu suchumskim (Abchazja), zm. 2 grudnia 1977 w Tbilisi) – radziecki fizyk i matematyk, Bohater Pracy Socjalistycznej (1969).

## Życiorys
Gruzin, po ukończeniu szkoły średniej studiował na oddziale fizyczno-matematycznym Wydziału Pedagogicznego Tbiliskiego Uniwersytetu Państwowego, który ukończył w 1930. Później był aspirantem Leningradzkiego Uniwersytetu Państwowego, pracował w Instytucie Fizyczno-Matematycznym i w Instytucie Sejsmologii, w latach 1933–1952 wykładowca, docent i profesor Tbiliskiego Uniwersytetu Państwowego, od 1940 dziekan Wydziału Fizyczno-Matematycznego, a 1944–1947 prorektor. Jednocześnie 1935–1951 wykładał w Instytucie Matematycznym im. Razmadze Gruzińskiej Filii Akademii Nauk ZSRR, w 1937 został kandydatem nauk fizyczno-matematycznych, a 1939 doktorem nauk fizyczno-matematycznym, od 1944 członek korespondent, a od 1947 akademik Akademii Nauk Gruzińskiej SRR, 1947–1951 akademik-sekretarz Akademii Nauk Gruzińskiej SRR. Od 4 grudnia 1946 członek korespondent, a od 28 marca 1958 akademik Akademii Nauk ZSRR, od 1951 pracował w Moskwie jako kierownik wydziału Centralnego Instytutu Aerohydrodynamicznego im. Żukowskiego, 1952–1953 pracownik Instytutu Mechaniki Precyzyjnej i Techniki Obliczeniowej Akademii Nauk ZSRR. 1953–1955 kierownik wydziału, a 1955–1959 zastępca dyrektora Instytutu Matematycznego im. Stekłowa, jednocześnie 1952–1959 profesor Moskiewskiego Uniwersytetu Państwowego im. Łomonosowa i 1952–1954 wykładowca Moskiewskiego Instytutu Fizyczno-Technicznego. Od 1958 pracował w Nowosybirsku, gdzie był jednym z założycieli Syberyjskiego Oddziału Akademii Nauk ZSRR i 1958–1965 członkiem jego Prezydium, 1958–1964 kierownik Wydziału Teoretycznego w Instytucie Hydrodynamiki. Decyzją Rady Ministrów ZSRR z 9 stycznia 1958, został założony Nowosybirski Uniwersytet Państwowy, oficjalnie otwarty 26 września 1959; jego pierwszym rektorem (1959–1964) był Ilja Wekua. Od 1964 ponownie pracował w Tbilisi, 1965–1972 był rektorem Uniwersytetu Tbiliskiego i wiceprezydentem Akademii Nauk Gruzińskiej SRR, od 1973 członek Prezydium Akademii Nauk ZSRR. 1966–1977 deputowany do Rady Najwyższej ZSRR.

## Odznaczenia i nagrody
- Medal Sierp i Młot Bohatera Pracy Socjalistycznej (13 marca 1969)
- Order Lenina (sześciokrotnie – 1959, 1961, 1966, 1969, 1975 i 1977)
- Order „Znak Honoru” (1946)
- Nagroda Leninowska (1963)
- Nagroda Stalinowska II klasy (1950)
- Nagroda Państwowa ZSRR (1984, pośmiertnie)